# Bombus turneri
Bombus turneri là một loài Hymenoptera trong họ Apidae. Loài này được Richards mô tả khoa học năm 1929.